# Mycale fistulifera
Mycale fistulifera är en svampdjursart som först beskrevs av R.W. Harold Row 1911.  Mycale fistulifera ingår i släktet Mycale och familjen Mycalidae.
Artens utbredningsområde är Röda havet. Inga underarter finns listade i Catalogue of Life.